# Gerarchia delle resistenze
Per gerarchia delle resistenze (o capacity design come spesso citato nella letteratura tecnica americana) si intende l'insieme di regole da seguire nella progettazione degli elementi strutturali (travi, pilastri, nodi, ecc.) in base al comportamento e all'importanza che essi assumono nella costruzione.
Si cerca di sfruttare la duttilità degli elementi favorendo i meccanismi che possano sfruttare tale proprietà, come la flessione, rispetto ad altri meccanismi di rottura di tipo fragile, come il taglio. Inoltre si vuole che i nodi trave/pilastro rimangano sempre nel campo elastico in quanto difficili da riparare nel caso di danno, mentre si preferisce la rottura di elementi trave rispetto ai pilastri per evitare il collasso.
Ne consegue che l'iter progettuale secondo la gerarchia delle resistenze prevede questo ordine di dimensionamento: 
- flessione delle travi;
- taglio delle travi;
- flessione dei pilastri;
- taglio dei pilastri;
- nodo.

Per passare alla fase successiva si deve considerare un momento agente detto momento di capacity design (Mc) calcolato come il prodotto del momento resistente della sezione ed un coefficiente γ0 detto fattore di sovraresistenza. 
Il fattore è determinato considerando:
- l'incertezza nella determinazione della tensione di snervamento dell'acciaio
- il comportamento incrudente dello stesso nel ramo plastico

È di norma pari a 1,3 e nella normativa vigente esistono relazioni per determinarlo.
Dimensionata la sezione della trave a flessione, si calcola quindi il momento resistente Mrd e per il taglio si considera il valore maggiorato {\displaystyle V_{c}={\frac {M_{cd}}{L}}} con L = lunghezza della sezione e {\displaystyle M_{cd}=\gamma \cdot M_{rd}}.